# Třetí alija
Třetí alija je židovská imigrační vlna, tzv. alija, z Evropy do britské mandátní Palestiny, která proběhla v letech 1919 až 1923. Symbolem počátku této přistěhovalecké vlny bylo připlutí lodi Roselan do přístavu v Jaffě ze dne 19. prosince 1919, na jejíž palubě přicestovalo 650 nových imigrantů. Během této aliji přišlo do Palestiny přibližně 35 tisíc nových přistěhovalců, kteří přišli především ze zemí východní Evropy (45 % imigrantů přišlo z Ruska, 31 % z Polska, 5 % z Rumunska a 3 % z Litvy). Někdy se o této aliji hovoří jako o pokračování druhé aliji, která byla přerušena první světovou válkou.

## Charakteristika
Významným prvkem této alije byli mladí průkopníci či pionýři (hebrejsky: חָלוּץ‎, chaluc, pl. chalucim) z hnutí he-Chaluc, kteří do země přicházeli v letech 1919 až 1921 (poté jejich počet začal klesat). Jejich význam byl stejně velký jako u průkopníků druhé aliji. Jejich ideologie přispěla velkým dílem k budování státu. Došlo k založení Histadrutu a vznikly zastupující instituce jišuvu (Židovská národní rada a národní shromáždění) a podzemní židovská vojenská organizace Hagana. Dále byly budovány první mošavy, infrastruktura (silnice), města, zemědělské osady, továrny, vysoušely se bažiny (například v Jizre'elském údolí, Chulském údolí, atp).

## Příčiny třetí aliji
Mezi příčiny nové imigrační vlny patří jak přijetí Balfourovy deklarace, tak samotné ustanovení britského mandátu nad Palestinou. Po první světové válce navíc došlo v Evropě ke vzniku nových států a růstu nacionálních tendencí. Významnou událostí, jež postihla východní Evropu, byla taktéž bolševická Říjnová revoluce a následná ruská občanská válka. Oboje vedlo k celé řadě pogromů. Ty však probíhaly i v poválečném Polsku (např. pogrom ve Lvově) či po porážce Maďarské republiky rad (v jejím čele stál Žid Béla Kun). Odhaduje se, že v průběhu ruské revoluce a občanské války bylo zabito na 100 tisíc Židů a 500 tisíc jich zůstalo bez domova. Značný význam mělo i zavedení přísných kvót pro příjem přistěhovalců ze strany Spojených států. Ty byly přitom zaměřeny primárně proti východní Evropě. Dodatečně motivujícím faktorem byla ekonomická krize, a to v tom smyslu, že skýtala možnost započetí nového života v Palestině.